# Exocora
Exocora is een geslacht van spinnen uit de familie hangmatspinnen (Linyphiidae). 

## Soorten
De volgende soorten zijn bij het geslacht ingedeeld:
- Exocora pallida Millidge, 1991
- Exocora proba Millidge, 1991